# Żółta karłowatość cebuli

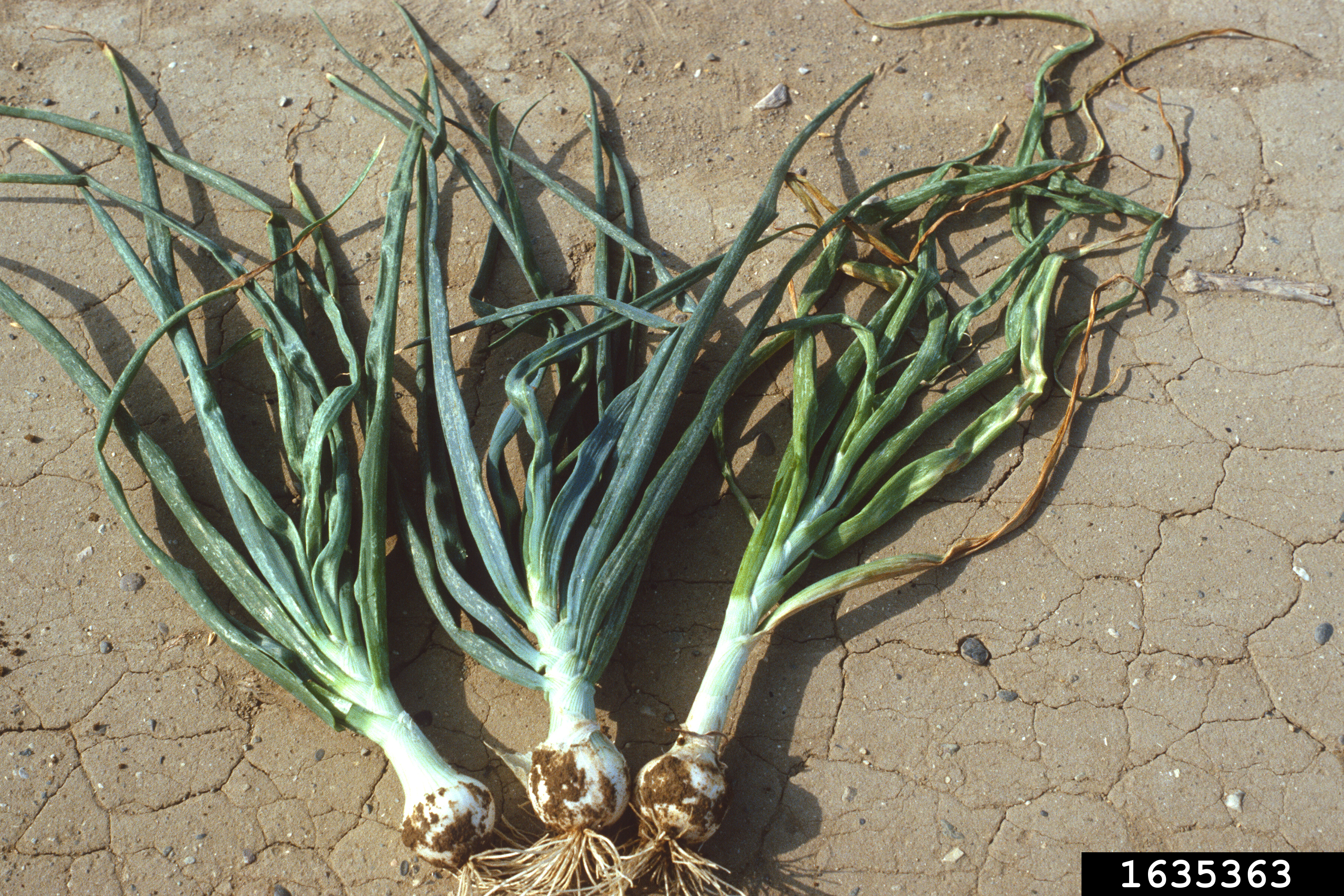

Żółta karłowatość cebuli (ang. onion brittle, onion crinkles, onion yellow dwarf) – wirusowa choroba cebuli zwyczajnej i innych gatunków cebuli, wywołana przez wirusa żółtej karłowatości cebuli (Onion yellow dwarf virus, OYDV).

## Występowanie i szkodliwość
Choroba występuje we wszystkich rejonach uprawy cebuli na świecie. W uprawie cebuli konsumpcyjnej powoduje straty do 25% plonu, ale na plantacjach nasiennych straty mogą wynieść nawet 70%. Poraża nie tylko cebulę zwyczajną, ale także pory. Wirus OYDV raz z innymi wirusami na uprawianych warzywach z rodzaju czosnek wywołuje także chorobę mozaika i pasiastość liści czosnku.
W pierwszym roku uprawy na liściach porażonych roślin powstają nieregularne, żółte smugi, z czasem przechodzące w duże chlorozy. Porażony szczypior wielokrotnie załamuje się, skręca, ulega spłaszczeniu i skędzierzawieniu, wskutek czego zwisa i wygląda na silnie zwiędniętego. Porażone rośliny tworzą mniejsze cebule, a ich szyjka nie zasycha, gdyż ciągle tworzone są nowe liście. Cebule takie łatwo gniją podczas przechowywania, ponadto łatwiej wybijają w szczypior. W drugim roku uprawy (na plantacjach nasiennych i na plantacjach dymki) objawy choroby są jeszcze silniejsze. Pędy kwiatostanowe są skarlałe, zniekształcone, poskręcane, bez woskowego nalotu i często z żółtymi smugami. W kwiatostanach jest niewiele kwiatów, a te są drobne i nie wszystkie zawiązują nasiona. Nasiona mają obniżoną zdolność kiełkowania. Część porażonych cebul w ogóle nie wytwarza kwiatostanów.

## Epidemiologia
Żywicielami wirusa OYDV są gatunki z rodziny liliowatych, także dziko rosnące, oraz gatunki ozdobne. Na rośliny uprawne przenoszony jest przez mszyce, głównie przez mszycę brzoskwiniowo-ziemniaczaną (Myzus persicae). Eksperymentalnie można go przenosić także mechanicznie przez sok, ale w warunkach polowych w ten sposób nie przenosi się. Nie jest przenoszony także przez nasiona.
Wirus może zimować w cebuli dymce i cebulach wysadkowych na plantacjach nasiennych, a z nich może być przez mszyce przenoszony na uprawy cebuli konsumpcyjnej. Żerująca na cebulach mszyca Myzus ascalonicus może przenosić wirusa na inne cebule, dokonując infekcji wtórnych.

## Ochrona
Zaleca się zakładanie plantacji nasiennych w odległości około 0,5 km od innych plantacji cebuli, czosnku (konsumpcyjnych i nasiennych) i plantacji roślin ozdobnych z rodziny liliowatych. Cebule podejrzane o chorobę należy oddzielić od zdrowych i przechowywać oddzielnie. Do plantacji nasiennych używać wyłącznie zdrowych cebul. Nie należy wysadzać cebul bijących w szczypior już w przechowalni i cebul ze zgrubiałymi szyjkami – są one prawdopodobnie już porażone. Można przed sadzeniem sprawdzić zdrowotność cebul przeprowadzając na niewielkiej ich ilości próbę kiełkowania. Systematyczna lustracja plantacji nasiennej umożliwia dostrzeżenie chorych roślin i usunięcie ich z pola. Zaleca się zwalczanie mszyc w okresie wegetacji cebuli.